# Dareios III.

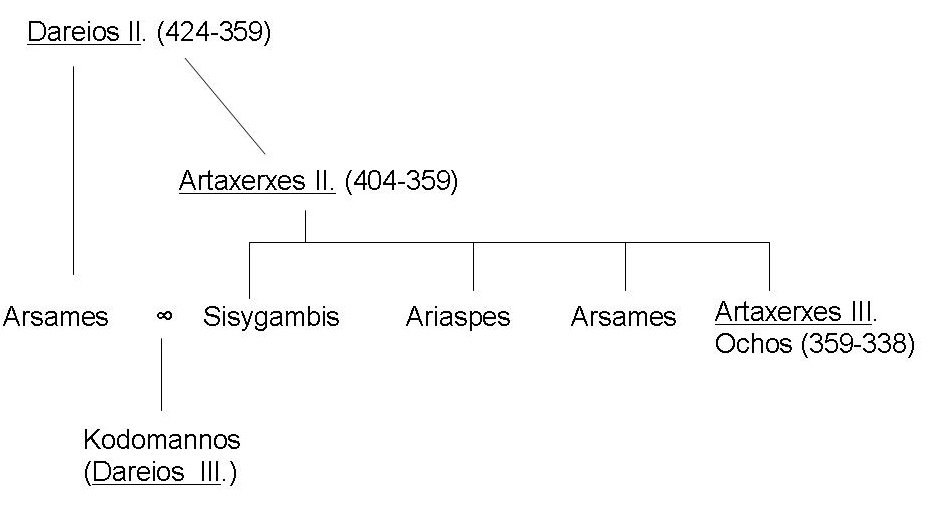
Abstammung des Dareios III.

Dareios III. (altgriechisch Δαρεῖος; persisch داریوش Dāriyūsch [dɔːriˈuːʃ]; altpersisch Dārayavahusch, Dārayavausch; lateinisch Darius, im Schahname Dārā; * um 380 v. Chr.; † Juli 330 v. Chr. bei Hekatompylos (beim heutigen Damghan, Iran), mit dem Beinamen Kodomannos) war als Nachfolger des Arses (Artaxerxes IV.) von 336 bis 330 v. Chr. der letzte persische König des Achämenidenreichs. Er war seinem Gegenspieler Alexander dem Großen, der das persische Reich ab 334 v. Chr. eroberte, letztlich nicht gewachsen. Auf der Flucht vor dem Makedonenkönig wurde Dareios von einer Gruppe Adliger um den Satrapen Bessos ermordet.

## Herkunft, Familie und frühes Leben
Dareios III., ein Neffe von Artaxerxes II., entstammte einer Nebenlinie der Dynastie der Achämeniden. Er war ein Urenkel von Dareios II., Enkel des Ostanes (Namensvariante Artostes) sowie Sohn des Arsames (oder Arsanes) und der Sisygambis. Laut babylonischen Quellen hieß er ursprünglich Artaschata (Artašata, auch Artashata) und nahm nach seiner Machtergreifung als dritter achämenidischer König den Thronnamen Dareios an. Die Glaubwürdigkeit der nur von Iustinus überlieferten Nachricht, dass Dareios III. den Beinamen Kodomannos geführt habe, ist umstritten. Er war mit seiner Schwestergemahlin Stateira verheiratet und hatte einen Bruder namens Oxyathres. Von seinen Kindern sind zwei Töchter namens Stateira und Drypetis bekannt sowie eine weitere, namentlich nicht genannte, mit einem Mithridates verheiratete Tochter, ferner zwei Söhne namens Ochos und Ariobarzanes.
Über das Leben Dareios’ III. vor seiner Thronbesteigung liegen nur spärliche Informationen vor. Plutarch zufolge sei er zuerst ein königlicher Kurier gewesen. Er wird als mutiger Krieger beschrieben und zeichnete sich unter Artaxerxes III. in einem Feldzug gegen aufständische Kadusier in Aserbaidschan aus, bei dem er einen ihn herausfordernden Gegner im Zweikampf bezwang. Für diese Tat wurde er zum Satrapen Armeniens erhoben.

## Machtübernahme
Der mächtige Chiliarch und Eunuch Bagoas ließ 338 v. Chr. den König Artaxerxes III. vergiften und auch alle dessen Söhne töten bis auf den jüngsten, Arses, der auf den Thron nachfolgte. Als sich Arses als nicht gefügig genug erwies, ließ Bagoas zwei Jahre später auch ihn mitsamt all seinen Kindern ermorden. Daraufhin erhob der Eunuch Artashata als Verwandten der letzten regierenden Achämeniden auf den Thron, wobei das hohe Ansehen des neuen Königs als tapferer Krieger für die Akzeptanz dieser Entscheidung durch den persischen Adel eine wesentliche Rolle spielte. Wahrscheinlich erfolgte die Thronbesteigung Artashatas, der sich nun Dareios nannte, etwa im Mai 336 v. Chr., also einige Monate vor der Machtergreifung seines fast 25 Jahre jüngeren, künftigen Gegenspielers Alexander des Großen in Makedonien. Der neue König erwies sich als tatkräftig. Innerhalb kurzer Zeit entledigte er sich des übermächtigen Bagoas, als dieser ihn wegen zu geringer Lenkbarkeit ebenfalls vergiften wollte. Gemäß der Überlieferung musste der Eunuch das Gift, das er dem König verabreichen wollte, selbst trinken. Bald nach seinem Herrschaftsantritt scheint Dareios III. auch rasch Revolten in Ägypten und Babylonien unterdrückt zu haben. Es ist denkbar, dass er auch in das Attentat auf Philipp II., den Vater Alexanders, involviert war.

## Kampf gegen Alexander

### Keine anfängliche persönliche Beteiligung
Dareios III. setzte neue politische Akzente, indem er eine verstärkte Allianz mit den Griechen gegen den gemeinsamen Feind Makedonien suchte. In diesem Sinn stand mit Memnon ein Grieche als einer der begabtesten Feldherren in persischen Diensten, ferner auch viele griechische Söldner und Verbannte. Andererseits kämpften auch zahlreiche Griechen auf der Seite Alexanders des Großen, der 335 v. Chr. eine Erhebung Thebens gewaltsam niederschlug, im Frühjahr 334 v. Chr. den von seinem Vater Philipp II. begonnenen Feldzug gegen das Perserreich wieder aufnahm und bei seiner Landung in Kleinasien zunächst auf keinen Widerstand traf. Traditionsgemäß überließ Dareios III. den Abwehrkampf den von Memnon unterstützten Satrapen Kleinasiens, ohne sich sofort selbst einzuschalten. Wie schon öfter geübte Praxis, ließen die Satrapen den Feind zunächst einfallen, um ihn daraufhin mit überlegenen Heeren auf ihrem eigenen Territorium zu stellen und zurückzudrängen. Ferner ordnete der Perserkönig, der die Gefährlichkeit Alexanders nicht vor dem Beginn der ersten Schlachten zu erahnen vermochte, Flottenrüstungen an, so dass ihm keineswegs Untätigkeit gegenüber der makedonischen Offensive unterstellt werden kann.
Die persische Verteidigung Kleinasiens litt darunter, dass sie unter keinem einheitlichen Oberbefehl stand. In der Schlacht am Granikos (Mai 334 v. Chr.) konnte Alexander einen entscheidenden Sieg erringen. Bei der weiteren Eroberung Kleinasiens brauchte er vorerst keinen weiteren starken Widerstand mehr zu befürchten. Dareios III. nahm dann Kontakt mit Alexandros dem Lynkesten zur Ermordung des erfolgreichen Makedonenkönigs auf; dieser Anschlag wurde jedoch vereitelt. Memnon schickte seine Familie als Geiseln zu Dareios III. und erhielt nun das Oberkommando über die persische Flotte in der Ägäis. Alexander löste allerdings seine Flotte auf und besetzte die südkleinasiatischen Küstenstädte, um die persische Flotte ihrer dortigen Operationsbasis zu berauben. Memnon eroberte Chios und Lesbos außer Mytilene; ferner suchte er den Nachschub der Makedonen über den Hellespont zu blockieren sowie eine vom spartanischen König Agis III. betriebene Erhebung gegen Alexander in Griechenland zu fördern. Nach Memnons Tod (Sommer 333 v. Chr.) fand aber sein Unternehmen keine Fortsetzung; Agis III. erhielt nur unzureichende Unterstützung und fiel schließlich Ende 331 oder Anfang 330 v. Chr. in der für Sparta mit einer Niederlage endenden Schlacht von Megalopolis.

### Schlacht bei Issos

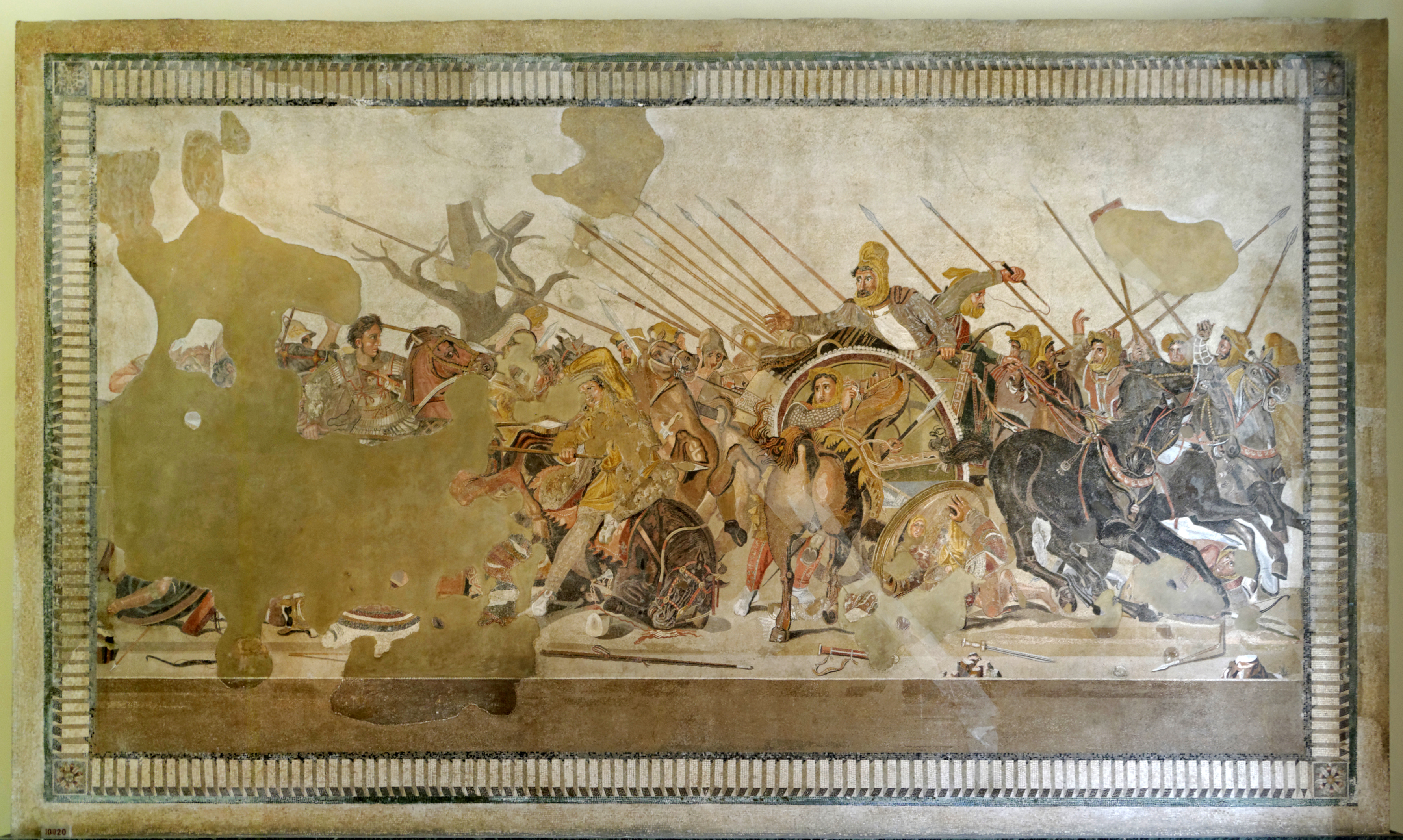
„Alexanderschlacht“ (Mosaik, Pompeji, ca. 150–100 v. Chr.)

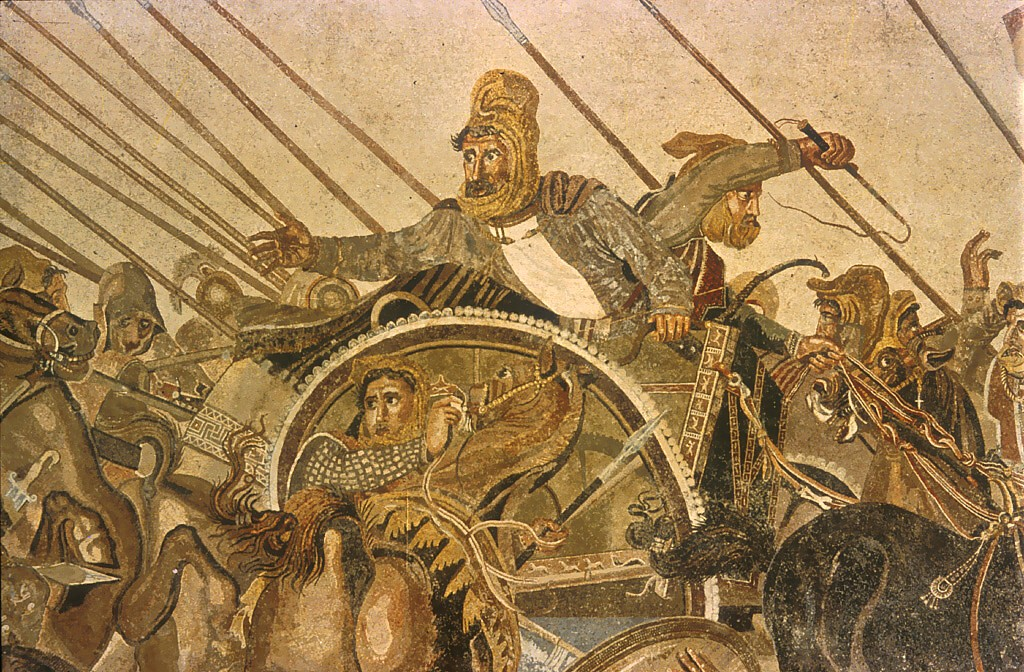
Dareios (Ausschnitt aus dem Alexandermosaik)

Während Alexander auch im Winter 334/333 v. Chr. seinen Kleinasienfeldzug fortsetzte, hob Dareios III., der sich nun zur persönlichen Übernahme des Oberbefehls gegen den makedonischen Eroberer gezwungen sah, eine gewaltige Armee aus. Er versäumte es aber, die leicht verteidigbare Kilikische Pforte im Taurusgebirge von einer starken Truppe bewachen zu lassen, so dass Alexander diesen Engpass relativ mühelos passieren konnte. Vom Euphrat aus rückte der Perserkönig nun seinem Gegner in das kilikisch-syrische Grenzgebiet entgegen. Eine makedonische Vorhut unter Parmenion zog entlang der Küste am Ostrand des Golfes von Issos und besetzte nach Passage der ebenfalls kaum bewachten Kilikisch-syrischen Pforte vor der Ankunft des Perserheeres den über das Amanosgebirge führenden Bailan-Pass. Der östlich dieses Gebirges in der Ebene bei Sochoi befindliche Dareios III. verwarf in einem Kriegsrat den Vorschlag des makedonischen Überläufers Amyntas, hier – wo er seine Übermacht frei entfalten könne – auf Alexander zu warten. Stattdessen folgte er der Meinung seiner Höflinge, über den ebenfalls über das Amanosgebirge führenden, nicht besetzten Löwenpass nach Kilikien zu marschieren, wo sich nach der Vermutung der Perser der Makedonenkönig noch aufhielt.
Alexander war aber unterdessen schon südlich entlang der Ostküste des Golfes von Issos weitergezogen und vereinte sich mit Parmenion. Inzwischen stieß Dareios III. über den Löwenpass nach Issos vor und stand damit in Alexanders Rücken. Erstaunt erfuhren die verfeindeten Könige von den Marschbewegungen des jeweils anderen. Dareios III. bezog nun seine Stellung bei Issos, wohin Alexander eilends mit seinem Heer zurückkehrte. In der nun folgenden Schlacht bei Issos (November 333 v. Chr.) postierte sich der von einer berittenen Garde beschirmte Dareios III. mit seinem Wagen traditionsgemäß hinter der Mitte der persischen Front und versuchte auf seinem rechten Flügel den entscheidenden Schlag durch den Angriff seiner starken Reiterei zu führen, die unter dem Befehl des Nabarzanes stand. Allerdings konnte seine überlegene Kavallerie auf dem ungünstigeren Terrain als bei Sochoi ihre Stärke nicht voll entfalten. Dennoch gelang es seiner Reiterei, den linken makedonischen, von Parmenion kommandierten Flügel zurückzudrängen, während sich der ungestüm persönlich angreifende Alexander auf seinem rechten Flügel durchsetzte. Den anfangs noch unentschiedenen Kampfverlauf wandte der Makedonenkönig zu seinen Gunsten, indem er sich mit seinen Reitern zu Dareios III. durchkämpfte. Dieser befand sich damit in Lebensgefahr und wurde von seinem Bruder Oxyathres sowie anderen adligen Persern beschützt, von denen u. a. Atizyes und Sabakes im Nahkampf fielen. Da ergriff der Perserkönig die Flucht, wohl weniger aus ihm von den griechischen Quellen unterstellter Feigheit, als um den ferneren Abwehrkampf organisieren zu können, der im Fall seines Todes mangels eines unumstrittenen Nachfolgers zusammenzubrechen drohte. Dareios’ Flucht besiegelte die persische Niederlage; seine mit ihm gereiste Familie – seine Mutter Sisygambis, seine Gattin Stateira und seine Kinder Ochos, Stateira und Drypetis – wurde gefangen.
Zum persischen Misserfolg hatte u. a. beigetragen, dass Dareios’ taktische Führung schwächer als jene seines Gegners gewesen war und dass er sich während der Schlacht offensichtlich persönlich wesentlich inaktiver als Alexander verhalten hatte. Der mit 4000 Mann zum Euphrat entkommene Perserkönig sandte seinem Gegner ein Schreiben, in dem er ihm einen Freundschaftsvertrag anbot und um die Freigabe seiner Familie ersuchte. Alexander, der auf Dareios’ sofortige Verfolgung verzichtet hatte und stattdessen an die Eroberung phönikischer Küstenstädte geschritten war, beschied dieses Ansinnen abschlägig. Während er 332 v. Chr. militärisch gegen Tyros vorging – das er erst nach siebenmonatiger Belagerung einnehmen konnte – machte Dareios III. ihm brieflich weitergehende Zugeständnisse: Abtretung aller Gebiete westlich des Euphrat, Anerkennung Alexanders als gleichberechtigten Großkönig, Anknüpfung familiärer Verbindungen und Zahlung von 10.000 Talenten für die Freilassung der persischen Königsfamilie. Entgegen Parmenions Rat – dessen Historizität aber etwa von Beloch bestritten wird – verwarf Alexander auch dieses Angebot; er wollte Dareios’ gesamtes Reich unterwerfen und dessen Nachfolge antreten.

### Schlacht bei Gaugamela
Dareios III. sah sich also zur Fortsetzung des Krieges genötigt. Er unternahm während Alexanders längeren Ägyptenaufenthaltes Anfang 331 v. Chr. keinen Vorstoß nach Syrien in den Rücken seines Gegners, wohl weil er seit der Ablehnung seiner Friedensvorschläge noch nicht genügend Zeit für die Aushebung eines schlagkräftigen Heeres gehabt hatte. Offenbar erwartete er Alexander in Mesopotamien, rüstete inzwischen eifrig und sammelte seine gewaltigen, aus verschiedenen Ethnien seines östlichen Reichsteils bestehenden Streitkräfte bei Babylon. Der Satrap Mesopotamiens, Mazaios, verteidigte das Ostufer des Euphrat bei Thapsakos mit nur ungenügenden Truppen und wich beim Anmarsch des Makedonenkönigs nach Osten zurück, der damit im Juli 331 v. Chr. diesen Strom ungehindert zu überqueren vermochte. Alexander zog nun auf einer nordöstlichen Route durch Nordmesopotamien und konnte den von den Persern überhaupt nicht bewachten, reißenden Tigris in einer Furt ebenfalls völlig unbehelligt passieren. Unterdessen war Dareios III. mit seinem Heer von Babylon nördlich über Arbela in die östlich des Tigris gelegene Ebene von Gaugamela marschiert, wohin nun Alexander, sich nach der Tigris-Überschreitung südostwärts wendend, ebenfalls vorrückte.
Das zum Kampf vorgesehene Terrain hatte Dareios III. sorgfältig ausgewählt, bot doch die weite Ebene von Gaugamela seiner numerisch überlegenen Truppenmacht, insbesondere der Reiterei, volle Entfaltungsmöglichkeit. Er plante diesmal auch den Einsatz von Sichelwagen und ließ daher das Schlachtfeld noch besonders einebnen. Ferner führte er 15 indische Kriegselefanten in die Schlacht und verbesserte die Ausrüstung seiner Truppen nach griechischem Vorbild. Ein Nachteil bestand allerdings darin, dass sein Heer sehr heterogen zusammengesetzt, wenig kriegserfahren und schlecht einexerziert war. Ungünstig war auch Dareios’ Entschluss, aus Angst vor einem feindlichen Überfall sein Heer die ganze Nacht vor der entscheidenden militärischen Auseinandersetzung unter Waffen stehen zu lassen. So zogen seine Männer am nächsten Morgen (1. Oktober 331 v. Chr.) ermüdet in die Schlacht, während Alexanders Armee ausgeruht zum Kampf antrat. Wie bei Issos positionierte sich der von persischen Speerträgern und griechischen Söldnern bewachte Perserkönig mit seinem Wagen hinter der Frontlinie des Zentrums; das Kommando über seinen linken Flügel hatte er dem baktrischen Satrapen Bessos und jenes über seinen rechten Flügel Mazaios anvertraut.
Alexander führte wieder mit den Reitern seines rechten Flügels die makedonische Offensive persönlich an. Er schwenkte, da er sich aufgrund seiner numerisch unterlegenen Kräfte zunächst dem Zentrum mit den Sichelwagen der langgestreckten persischen Front gegenübersah, langsam nach rechts bis an den Rand des Kampfareals. Dareios III. schickte Kavalleristen seiner linken Seite zur Abwehr einer befürchteten Überflügelung entgegen, doch nutzte Alexander eine dabei entstandene Lücke in der gegnerischen Linie, um durch diese hindurch wie bei Issos einen direkten Angriff auf den Perserkönig zu reiten. Während die Offensive der Sichelwagen nicht den gewünschten Erfolg zeigte, sich dafür aber Mazaios gegen den von Parmenion geführten linken Flügel der Makedonen durchsetzte und sogar deren Lager plünderte, ergriff Dareios III. bei insgesamt noch nicht verlorener Schlacht aufgrund seiner persönlichen Bedrohung durch Alexanders Attacke erneut die Flucht. Er entkam, weil Alexander seine Verfolgung aufgrund eines Hilfeersuchen Parmenions abbrechen musste. Die Makedonen konnten nun die bisherigen Erfolge des Mazaios zunichtemachen und damit einen weiteren eindeutigen Sieg feiern. Das Prestige des Perserkönigs nahm dadurch irreparablen Schaden, auch wenn seine Fluchten von den Schlachtfeldern in Issos und Gaugamela vor allem der Wiederherstellung der gestörten Ordnung und zur Organisation des weiteren Widerstands gedient haben sollten.

## Flucht, Gefangennahme und Tod
Die Waffen und der Wagen von Dareios III. fielen wie nach der Schlacht bei Issos in die Hände der Makedonen. Der geschlagene Perserkönig gelangte auf seiner Flucht über Arbela und das kurdische Gebirge ostwärts nach Medien, wo er in Ekbatana Halt machte. Mit ihm waren u. a. seine Garde, griechische Söldner und die Kavallerie des Bessos gekommen. Während er in Ekbatana verweilte und vielleicht ein neues Heer zu sammeln suchte, zog Alexander nach über einmonatigem Aufenthalt in Babylon im Dezember 331 v. Chr. ostwärts nach Susa, wo er den riesigen persischen Königsschatz erbeutete, gönnte dann seinem Heer in Persepolis, dessen Königspaläste er verbrennen ließ, eine viermonatige Ruhezeit und unterwarf unterdessen die restliche Persis. Die Ruinen von Persepolis gehören heute zum Weltkulturerbe der UNESCO.
Welche Handlungen Dareios III. während Alexanders Aufenthalt in der Persis setzte, ist nicht überliefert. Laut Arrian habe er für den Fall, dass Alexander nicht gegen ihn ziehen würde, vorgehabt, in Medien zu bleiben, andernfalls aber kampflos nach Parthien, Hyrkanien und nötigenfalls nach Baktrien auszuweichen und seinem Gegner die Verfolgung durch Verwüstung der dazwischenliegenden Gebiete zu erschweren. Als Alexander im Mai 330 v. Chr. von Persepolis aus rasch nordwestwärts auf Ekbatana zumarschierte, erfuhr er jedoch, dass der persische Herrscher zu einer weiteren Schlacht gegen ihn bereit sei. Allerdings war Dareios’ Armee der gegnerischen nun zahlenmäßig unterlegen und ein zugesagtes Hilfskontingent der Skythen und Kadusier blieb aus. Offenbar kam es dann bei Alexanders schnellem Vorstoß nach Ekbatana in Dareios’ Gefolge zu Meinungsverschiedenheiten. Während Artabazos und der griechische Söldnerführer Patron dem Perserkönig dazu rieten, sich zum Kampf zu stellen, waren die einflussreichen Adligen Nabarzanes und Bessos dafür, sich nach Osten zurückzuziehen. Sie planten wohl bereits, den weiteren Widerstand im Osten auf eigene Faust ohne Rücksicht auf ihren erfolglosen Oberherrn zu organisieren. Dareios III. musste, als Bessos und Nabarzanes mit den baktrischen Kontingenten fortzogen, ihnen mit der ihm verbliebenen geringen Truppenmacht folgen, einige Tage bevor Alexander in Ekbatana ankam. Nach den Angaben von Arrian hatten der Perserkönig und sein Gefolge auf der weiteren Flucht 9.000 Soldaten zur Verfügung, Curtius Rufus und Diodor zufolge hingegen 30.000 Mann.
Alexander nahm mit einer Kerntruppe von Reitern eiligst die Verfolgung auf. Elf Tage benötigte er für die 300 km lange Strecke von Ekbatana nach Rhagai, wo er daraufhin mit seinen Leuten fünf Tage rastete. Auf dem Weg nach Osten verschärften sich inzwischen die Zwistigkeiten im Gefolge des Dareios III. Dieser nahm den Vorschlag Patrons, ihn mit seinen griechischen Söldnern zu schützen, im Hinblick auf seine persischen Begleiter nicht an. Da die Männer Patrons und jene des königstreuen Artabazos in der Minderzahl waren, verließen sie Dareios schließlich. Bessos und Nabarzanes setzten den König gefangen und führten ihn gefesselt in einem Wagen mit sich, wie Alexander nach Passage der Kaspischen Tore durch persische Überläufer erfuhr. Anfangs wollten die Verschwörer ihren Gefangenen dem Makedonenkönig ausliefern, weil sie dafür belohnt zu werden glaubten, woran ihnen aber später Zweifel kamen.

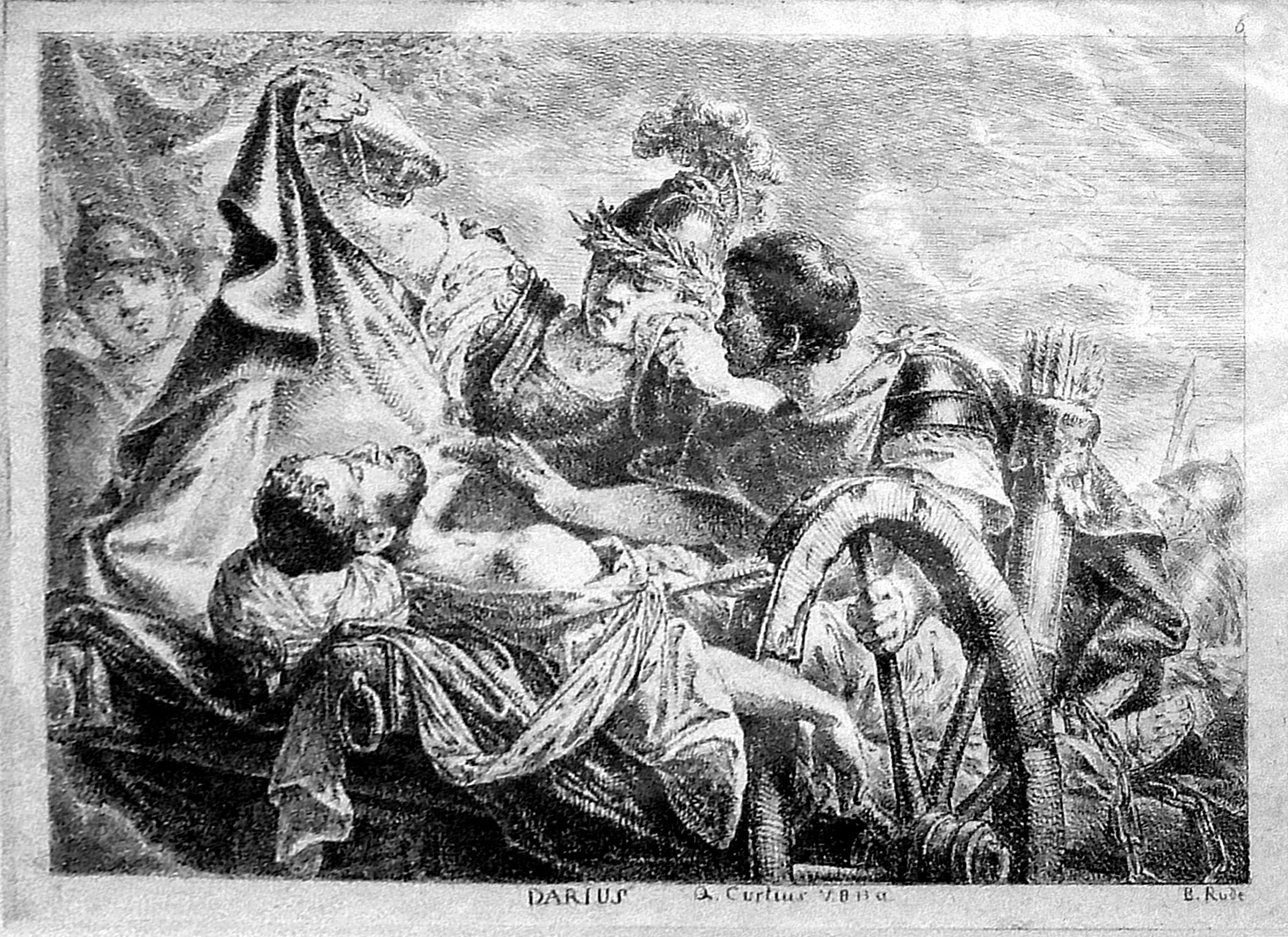
Leichnam des Dareius

Auf die Nachricht von Dareios’ Gefangennahme setzte Alexander den Flüchtigen mit nur relativ wenigen Männern hastig nach und ritt dabei Tag und Nacht durch. Im Juli 330 v. Chr., sechs Tage nach seinem Abmarsch aus Rhagai, stieß er etwa 350 km östlich dieser Stadt auf eine persische Wagenkolonne, deren Begleitung beim Heransprengen der Makedonen größtenteils floh; auch Bessos und Nabarzanes entkamen. Dareios III. war erstochen worden; Alexander fand seinen Leichnam in einem Wagen und breitete als Zeichen der Achtung seinen Mantel über ihn. Diese Todesszene wurde von antiken Schriftstellern ausgeschmückt. Laut Plutarch und anderen Autoren habe ein Makedone namens Polystratos den persischen Monarchen noch lebend angetroffen und ihm ein Glas Wasser angeboten; und Diodor erwähnt eine ihm bekannte Version, nach der Alexander selbst den sterbenden Dareios gesehen und ihm versprochen habe, seinen Tod an Bessos zu rächen. Letzterer rief sich jedenfalls nun zum König aus.
Dareios III. hatte ein Alter von etwa 50 Jahren erreicht. Alexander ließ ihn ehrenvoll bei den Königsgräbern von Persepolis bestatten. Das Grab wurde aber bislang nicht entdeckt. Dareios’ Bruder Oxyathres wurde von Alexander, der sich in die Nachfolge der Achämeniden stellte, freundlich aufgenommen.